# Referendum w Wielkiej Brytanii w 2011 roku
Referendum w Wielkiej Brytanii w 2011 roku – referendum powszechne przeprowadzone 5 maja 2011 w sprawie zmiany sposobu wyboru deputowanych do Izby Gmin. Dotyczyło zmiany sposobu głosowania z ordynacji większościowej z jedną turą głosowania, w której w jednomandatowych okręgach wyborczych elekcję uzyskuje kandydat z największą liczbą głosów (first past the post) na rzecz ordynacji większościowej z tzw. głosem alternatywnym (alternative vote), również w jednomandatowych okręgach wyborczych.
Większość (67,9%) biorących udział w referendum opowiedziała się przeciwko zmianom, tym samym zachowując dotychczasową ordynację wyborczą.

## Organizacja głosowania
Referendum z 2011 było drugim w historii Wielkiej Brytanii referendum powszechnym, po referendum z 1975 w sprawie poparcia dla członkostwa w EWG. Jego organizacja nastąpiła na podstawie porozumienia koalicyjnego między Partią Konserwatywną a Liberalnymi Demokratami (był to jeden z postulatów wyborczych drugiej z tych partii) po wyborach parlamentarnych z maja 2010.
Projekt ustawy w sprawie organizacji referendum został złożony do brytyjskiego parlamentu w lipcu 2010. 16 lutego 2011 ustawę w tej sprawie (Parliamentary Voting System and Constituencies Act 2011), po przyjęciu przez brytyjski parlament, zaakceptowała królowa Elżbieta II. Ustawa wyznaczała datę głosowania na 5 maja 2011, nie ustalając przy tym żadnych progów frekwencji wymaganych dla stwierdzenia jego ważności.
Uprawnionymi do głosowania byli pełnoletni (co najmniej 18 lat w dniu głosowania) obywatele Wielkiej Brytanii i Irlandii, a także obywatele państw Wspólnoty Narodów posiadający pozwolenie na przyjazd i pobyt w Wielkiej Brytanii, traktowani jako posiadający takowe lub zwolnieni z tego obowiązku. Warunkiem koniecznym przystąpienia do głosowania była rejestracja w systemie wyborców do 14 kwietnia 2011.

## Przedmiot referendum
Przedmiotem głosowania była zmiana sposobu wyboru deputowanych do Izby Gmin, niższej izby brytyjskiego parlamentu. Zgłoszona propozycja przewidywała zamianę ordynacji większościowej z jedną turą głosowania, w której w jednomandatowych okręgach wyborczych elekcję uzyskuje kandydat z największą liczbą głosów (first past the post) na rzecz ordynacji większościowej (również w jednomandatowych okręgach wyborczych) z tzw. głosem alternatywnym (alternative vote), w której wyborcy szeregują kandydatów według własnych preferencji (wpisując obok nazwiska odpowiednie cyfry). Elekcję uzyskuje wówczas kandydat, który zdobył co najmniej 50% oddanych głosów (liczone są pierwsze głosy preferowane). W przypadku, gdy taka sytuacja nie ma miejsca, sposób wyłaniana zwycięzcy jest następujący: odrzucany jest kandydat z najmniejszą liczbą głosów, a z kart do głosowania, na których był on pierwszym preferowanym kandydatem pod uwagę brane są drugie preferowane głosy. Elekcję uzyskuje wówczas również kandydat, który zdobył co najmniej 50% głosów. W przypadku, gdy dalej taka sytuacja nie ma miejsca, proces ten powtarzany jest do skutku.
Głosowanie preferencyjne stosowane jest w wyborach parlamentarnych w Australii, Papui-Nowej Gwinej oraz na Fidżi.
W czasie referendum obywatele odpowiadali na pytanie: Obecnie Wielka Brytania przy wyborze deputowanych do Izby Gmin stosuje system „wygrany bierze wszystko”. Czy w zamian powinien być stosowany system „alternatywnego głosu”? 

## Stanowiska polityczne
Organizacja referendum w sprawie zmiany sposobu wybory deputowanych do Izby Gmin była jednym ze zobowiązań wyborczych Liberalnych Demokratów w czasie kampanii wyborczej w 2010. Z tego powodu partia jednoznacznie nawoływała do poparcia proponowanej zmiany, prowadząc w tym celu aktywną kampanię wyborczą. Za główną wadę obowiązującego systemu „wygrany bierze wszystko” uważała zbyt małą legitymizację społeczną, w tym marnowanie (nieistotność w ogólnym rozrachunku) znacznej części głosów wyborców oraz niewielkie szanse mniejszych partii na zdobycie mandatu.
Druga ze współrządzących partii, Partia Konserwatywna, zgodziła się na organizację głosowania, jednak większość jej członków, w tym premier David Cameron, sprzeciwiali się zmianie systemu głosowania. Powoływali się przy tym na wieloletnią tradycję, prostotę zasad i większe powiązanie deputowanego ze swoim okręgiem wyborczym i jego mieszkańcami. Argumentowali ponadto, iż w wyniku obowiązującego systemu możliwe jest wyłonienie stabilnej większości rządzącej, podczas gdy jego zmiana mogłaby prowadzić do konieczności zawierania stałych koalicji, co w rezultacie mogłoby ograniczać możliwość realizacji zobowiązań wyborczych.
Opozycyjna Partia Pracy nie zajęła jednoznacznego stanowiska, przy czym jej lider Ed Miliband poparł proponowane zmiany, uzasadniając, że są one bardziej sprawiedliwe i demokratyczne.
Projekt zmian poparły także partie: Szkocka Partia Narodowa, Plaid Cymru, Socjaldemokratyczna Partia Pracy, Sinn Féin, Partia Zielonych Anglii i Walii, Szkocka Partia Zielonych i Partia Niepodległości Zjednoczonego Królestwa. Przeciw, oprócz konserwatystów, były również: Demokratyczna Partia Unionistyczna, Ulsterska Partia Unionistyczna oraz Brytyjska Partia Narodowa.

## Wyniki głosowania
Wyniki referendum ogłoszone zostały około godziny 1:00 GMT 7 maja 2011. Frekwencja wyniosła 42,2%.
| Głosy          | Liczba głosów | %     |
| -------------- | ------------- | ----- |
| Tak            | 6 152 607     | 32,1% |
| Nie            | 13 013 123    | 67,9% |
| Głosy nieważne | 113 292       | 0,59% |
| Razem          | 19 279 022    | 100%  |
| Źródło:        |               |       |